# ITU T.61
T.61 je doporučení ITU-T pro kódování znaků pro Teletex. Kódování T.61 je předchůdcem Unicode,
a bylo primární znakovou sadou v ASN.1 používaném v prvních verzích protokolů X.500 a X.509 pro kódování řetězců obsahujících znaky používané v západoevropských jazycích. Také se používá ve starší verzi LDAP. T.61 je sice stále podporováno i v moderní verzi X.500 a X.509, přednostně by se však měl používat Unicode. T.61 bývá také nazýváno Code page 1036, CP1036 nebo IBM 01036.
Zatímco ASN.1 se stále široce používá a znaková sada T.61 se používá v některých standardech používajících ASN.1 (například v PKCS #9 společnosti RSA Security), verze 1988-11 standardu T.61 byla nahrazena novější nikdy nepublikovanou verzí 1993-03, kterou ITU-T stáhla.  1988-11 verze je stále dostupný.
T.61 bylo jedním z podporovaných kódování v softwaru Mozilla pro e-mail a HTML do roku 2014, kdy podporovaná kódování byla omezena na kódování uvedené v WHATWG Encoding Standard. T.61 však stále zůstává podporované pro LDAP.

## Struktura kódové stránky
Následující tabulka ukazuje kódování T.61.
|    | 0    | 1 | 2 | 3 | 4 | 5 | 6 | 7 | 8  | 9   | A   | B   | C   | D   | E   | F   |
| 0x |      |   |   |   |   |   |   |   | BS |     | LF  |     | FF  | CR  | LS1 | LS0 |
| 1x |      |   |   |   |   |   |   |   |    | SS2 | SUB | ESC |     | SS3 |     |     |
| 2x | SP   | ! | " |   |   | % | & | ' | (  | )   | *   | +   | ,   | -   | .   | /   |
| 3x | 0    | 1 | 2 | 3 | 4 | 5 | 6 | 7 | 8  | 9   | :   | ;   | <   | =   | >   | ?   |
| 4x | @    | A | B | C | D | E | F | G | H  | I   | J   | K   | L   | M   | N   | O   |
| 5x | P    | Q | R | S | T | U | V | W | X  | Y   | Z   | [   |     | ]   |     | _   |
| 6x |      | a | b | c | d | e | f | g | h  | i   | j   | k   | l   | m   | n   | o   |
| 7x | p    | q | r | s | t | u | v | w | x  | y   | z   |     | C;  |     |     | DEL |
| 8x |      |   |   |   |   |   |   |   |    |     |     | PLD | PLU |     |     |     |
| 9x |      |   |   |   |   |   |   |   |    |     |     | CSI |     |     |     |     |
| Ax | NBSP | ¡ | ¢ | £ | $ | ¥ | # | § | ¤  |     |     | «   |     |     |     |     |
| Bx | °    | ± | ² | ³ | × | µ | ¶ | · | ÷  |     |     | »   | ¼   | ½   | ¾   | ¿   |
| Cx |      | ◌̀ | ◌́ | ◌̂ | ◌̃ | ◌̄ | ◌̆ | ◌̇ | ◌̈  | ◌̈   | ◌̊   | ◌̧   | ◌̲   | ◌̋   | ◌̨   | ◌̌   |
| Dx |      |   |   |   |   |   |   |   |    |     |     |     |     |     |     |     |
| Ex | Ω    | Æ | Ð | ª | Ħ |   | Ĳ | Ŀ | Ł  | Ø   | Œ   | º   | Þ   | Ŧ   | Ŋ   | ŉ   |
| Fx | ĸ    | æ | đ | ð | ħ | ı | ĳ | ŀ | ł  | ø   | œ   | ß   | þ   | ŧ   | ŋ   |     |